# Thirimont (Waimes)
Pour les articles homonymes, voir Thirimont.
Thirimont (en allemand Deidesberg) est un village de Belgique situé dans les cantons de l'Est sur le territoire de la commune de Waimes. 
Situé à une altitude moyenne de 500 mètres, le village surplombe la vallée de l'Amblève. 